# Mafia! – Eine Nudel macht noch keine Spaghetti!
Mafia! – Eine Nudel macht noch keine Spaghetti! ist eine US-amerikanische Filmkomödie aus dem Jahr 1998 von Jim Abrahams mit Lloyd Bridges in einer Hauptrolle. Die Klamotte parodiert größtenteils Filme mit Mafia-Thematiken (vorrangig die Reihe Der Pate) sowie andere zum Produktionszeitpunkt erfolgreiche Kinospielfilme.

## Handlung
Amerika in den 1960er Jahren. Der Jungmafioso Tony Cortino wird bei einem Attentat durch eine Autobombe schwer verletzt und beginnt, sich an seinen eigenen Werdegang sowie den seiner Familie zu erinnern.
Aus dem Off erzählend erfährt der Zuschauer, dass Tonys Vater Vincenzo im Jahr 1901 in seinem Heimatdorf in Sizilien Botengänge erfüllt hat. Eines Tages kommt Vincenzo dahinter, dass sein Vater Machenschaften mit dem einheimischen Mafioso Marzoni tätigt, und wird hierbei entdeckt. Notgedrungen muss der Junge nun seiner Mutter Sophia Lebewohl sagen und wird im Hintern eines Esels aus dem Dorf geschmuggelt. Er flieht nach Amerika, indem er neben dem Dampfer, den er verpasst hat, schwimmend, zeitgleich mit diesem New York erreicht, wo er während der Einreisekontrollen seine spätere Frau kennenlernt.
Etliche Jahrzehnte später hat Vincenzo geheiratet und mit seiner Frau zwei Kinder bekommen: die Brüder Joey und Anthony. Als der jüngere und schwächlichere Sohn Tony beim Geldverdienen dem amtierenden Paten Don Narducci die Stirn bietet, kommt es zu einer Konfrontation, wobei Vincenzo eingreift und Narducci tötet. Daraufhin wird Vincenzo zum neuen Mafiachef.
Wieder einige Jahre später (die Handlung ist wieder in den 60er Jahren angelangt) ist Vincenzo zum (erfolgreichen, aber auch zerstreuten) Paten einer amerikanischen Mafiafamilie geworden, sein Sohn Joey ebenfalls in die Organisation eingestiegen. Nur Tony hat zunächst eine bürgerliche Linie eingeschlagen und sich bei der Armee durch erfolgreiche Kriegseinsätze einen Namen gemacht.
Während der Hochzeit eines Familienfreundes, bei der alle anwesend sind und Tony seine pazifistische Freundin Diane vorstellt, kommt es zu einem Attentat auf Vincenzo, das dieser schwer verletzt überlebt. Tony beginnt daraufhin und sehr zum Missfallen seiner besseren Hälfte, den Anschlag auf seinen Vater zu rächen. Dies gelingt ihm dann auch.
Tony muss sich nach Las Vegas absetzen und betreibt unter der Gönnerschaft des Gangsters Cesar Marzoni (allerdings ohne das Tony über dessen Vergangenheit Bescheid weiß) gemeinsam mit Joey erfolgreich ein Casino. Im Zuge dessen lernt er auch die Stripperin Pepper kennen, mit der er bald eine Affäre beginnt. Schon bald darauf erholt sich Vincenzo von dem Attentat, auch bedingt durch die Anwesenheit seiner noch immer lebenden Mutter Sophia. Kurz danach richtet der Pate seinen Geburtstag aus, auf dem er feierlich seinen Nachfolger verkündet: Tony! Der ältere Joey ist daraufhin wie vor den Kopf gestoßen und gibt sich der nach Ruhm gierenden Pepper hin. Als Tony die beiden beim Seitensprung erwischt, ist er am Boden zerstört. Er will schließlich im Auto davonfahren, als dieses explodiert (was die Detonation vom Anfang erklärt).
Allerdings übersteht auch Tony – zwar schwer entstellt, aber am Leben – den Anschlag, muss in der Zwischenzeit aber erfahren, dass Vincenzo beim Spielen mit Joeys Sohn Chucky verstorben ist. Während der Beerdigung des Paten kommt Tony allerdings dahinter, wer bezüglich der Anschläge die Fäden zieht: Cesar Marzoni. Dieser hatte auch Chucky für den Mordanschlag auf Vincenzo bestochen. Tony beschließt daraufhin, sich zu rächen und sein Leben wieder in die richtigen Bahnen zu führen. Er sucht Diane auf, die inzwischen zur neuen US-Präsidentin gewählt wurde und einen Sohn bekommen hat. Tony bittet sie, seine Frau zu werden, wonach Diane den Antrag annimmt. Während der Hochzeit sieht man dann, dass Tony zum neuen Paten geworden ist und wie er seine Gegner beseitigen lässt: Marzoni wird bei einer Tanzveranstaltung liquidiert, Chucky von Mini-Dinosauriern gefressen und Pepper von Sophia und ihren gewaltigen Blähungen zur Hölle geschickt.
Am Ende ist Tony mit Diane glücklich verheiratet – und kann gleichzeitig sein kriminelles Doppelleben vor ihr verheimlichen.

## Wissenswertes
- Mafia! wurde in Los Angeles, Beverly Hills sowie in Reno gedreht.[1]
- Bei Produktionskosten von ca. 10 Millionen US-Dollar spielte der Film über 19 Mio. US-Dollar an den Kinokassen wieder ein.[2] In Deutschland wurde der Film von 673.494 Kinobesuchern gesehen.[3]
- Mafia! war außerdem der letzte Film mit Lloyd Bridges. Der Mime starb kurz nach Ende der Dreharbeiten und erlebte die Premiere nicht mehr mit. Um Bridges zu ehren, wurde ihm der Film gewidmet.
- Der Bezug auf die britische Schriftstellerin Jane Austen im englischen Originaltitel hat nichts mit dem eigentlichen Film zu tun. Zum damaligen Zeitpunkt wurden viele ihrer Werke verfilmt, und mit dem irreführenden Titel wollte man darauf verweisen.
- Wegen angeblicher das Land Italien entstellender Szenen boykottierte eine Gruppe Italo-Amerikaner die damalige Premiere des Films.
- John Frizzell, der die Filmmusik komponiert hat, erlaubte sich einen Scherz und ließ für die Nennung in den Credits seinen Namen in Gianni Frizelli umbenennen.
- Das Schiff, mit dem Vincenzo nach Amerika fliehen will, trägt den Namen Il Pacino – ein überdeutlicher Hinweis auf Al Pacino, der in Der Pate eine gewichtige Rolle spielte.

### Parodie
Neben etlichen Filmen mit Mafia-Bezug (Der Pate, Casino, GoodFellas – Drei Jahrzehnte in der Mafia, Scarface) werden auch einige andere Kinofilme karikiert:
- Jurassic Park: Chucky wird von Mini-Dinosauriern umgebracht.
- E.T.: Mit dem Schiff, dem Vincenzo bis Amerika hinterherschwimmt, kommt auch E.T. in den USA an.
- Der englische Patient: Tony kuriert sich in einem Hospital für englische Patienten und sieht nach dem Unfall genauso gezeichnet aus wie Ralph Fiennes seinerzeit.
- Forrest Gump: Als der kleine Tony vor Narducci flüchtet, ruft ihm ein Mädchen nach „Lauf, Florist, lauf!“ (als Anlehnung auf den im Tom-Hanks-Film viel zitierten Satz „Lauf, Forrest, lauf!“).
- Chucky – Die Mörderpuppe: Joeys Sohn Chucky wurde nicht nur namentlich, sondern auch optisch der mordenden Puppe nachempfunden.
- Derrick: „Harry, hol’ schon mal den Wagen.“ (Als Anlehnung auf den viel zitierten Satz in der bekannten deutschen Krimiserie.)

## Kritiken
James Berardinelli schrieb in seiner Kritik auf ReelViews, die Parodie wirke im Gefolge der ebenfalls 1998 erschienenen „urkomischen“ Komödie Verrückt nach Mary „mehr als nur ein wenig lahm“. Erschien der Humor bei früheren Werken des Regisseurs noch frisch, so fühlen sich nun laut Berardinelli viele der Gags „wiederverwertet“ an.

„[…] Parodie auf die Filme der ‚Paten‘-Trilogie. Auch andere Produktionen dieses Subgenres werden ununterbrochen zitiert und karikiert, ohne daß der Film an Eigenständigkeit und Überzeugungskraft gewinnt. Nicht mehr als eine Aneinanderreihung von Kalauern, wenig zündenden Gags und geschmacksunsicheren Slapstick-Einlagen.“

„Abrahams zieht genüsslich alle Mafiaklischees durch die Tomatensoße. Nach dem flotten Rückblenden-Einstieg häufen sich aber Rohrkrepierer und Fäkalhumor.“

„Zwar mag es nicht die originellste aller Ideen gewesen sein, Filme wie ‚Der Pate‘ und Artverwandtes ausgerechnet 1998 durch den Kakao zu ziehen, aber immerhin hat Abrahams das mit offensichtlicher Liebe zu den Vorbildern und der nötigen Detailverliebtheit getan, so daß er mit seinem Sperrfeuer der Gags doch auch regelmäßig Wirkungstreffer zu landen vermag. […] Ein wenig Patina hat dieses schonungslose Prinzip schon angesetzt, aber die Darsteller […] haben so viel Spaß daran, ihre Lieblingsfilme nachzuspielen, daß man als Zuschauer auch auf seine Kosten kommt, wenn Spaghetti am Spieß verkauft werden oder der Todeskuß Mohrs Lippenstiftspuren beim Opfer hinterläßt.“